# Eublemma phaecosma
Eublemma phaecosma är en fjärilsart som beskrevs av Turner 1930. Eublemma phaecosma ingår i släktet Eublemma och familjen nattflyn. Inga underarter finns listade i Catalogue of Life.